# Trischidium limae
Trischidium limae là một loài thực vật có hoa trong họ Đậu. Loài này được (R.S. Cowan) H.E. Ireland mô tả khoa học đầu tiên năm 2007.